# Piaroa turbacoensis
Espèce
Piaroa turbacoensis est une espèce de schizomides de la famille des Hubbardiidae.

## Distribution
Cette espèce est endémique du département de Bolívar en Colombie. Elle se rencontre vers Turbaco.

## Description
La carapace du mâle holotype mesure 1,02 mm et l'abdomen 2,07 mm.

## Systématique et taxinomie
Cette espèce a été décrite par Segovia-Paccini, Ahumada-Cabarcas et Moreno-González en 2018.

## Étymologie
Son nom d'espèce, composé de turbaco et du suffixe latin -ensis, « qui vit dans, qui habite », lui a été donné en référence au lieu de sa découverte, Turbaco.

## Publication originale
- Segovia-Paccini, Ahumada-Cabarcas & Moreno-González, 2018 : « A new remarkable short-tailed whip-scorpion species of Piaroa (Arachnida, Schizomida, Hubbardiidae) from the Colombian Caribbean region. » Zootaxa, no 4500(1), p. 91-103.